# Бозок (городище)
Бозок (каз. Бозоқ) — средневековое городище в западной части города Астаны. Обнаружено в 1998 году археологом Кемалем Акишевым на восточном берегу озера Бузыкты.

## Изучение и охрана
Городище Бозок впервые стало известно после публикации путевых заметок горного инженера, офицера царской армии Ивана Шангина, совершившего в 1816 году экспедицию из Сибири в Северный и Центральный Казахстан. В 1928 году директор Акмолинского историко-краеведческого музея Леонид Семёнов провёл осмотр памятника, отметив, что расспросы местного населения о нём ничего не дали.
В 2019 году городище включено в список памятников истории и культуры Казахстана республиканского значения.

## История освоения
Согласно данным археологических исследований, освоение территории Бозока началось в VII веке, когда на этом участке поселились древние тюрки, мигрировавшие с территории современной Монголии в сторону Дуная. Они основали укреплённый центр на берегу озера Бузукты, где были построены три площадки-квартала, композиционно размещённые в виде трёхлепесткового цветка. Размер каждой площадки — 65 × 55 м. Объекты были окружены рвами шириной 3–5 м и глубиной 2–3 м, а из вынутой глины формовались кирпичи, использовавшиеся для строительства крепостной стены шириной до 8 м у основания. Современная высота валов — около 1 м.

## Кыпчакский этап
В X веке территория Бозока была освоена кыпчакскими племенами. На месте древнетюркских кварталов была построена новая резиденция, предназначенная для кагана. В городе появились дома из сырцового кирпича, смотровая башня, а восточная часть использовалась под земледелие и садоводство. Эффективная ирригационная система базировалась на использовании весеннего половодья и естественных озёр-водохранилищ, откуда вода по каналам подавалась к посевам.
По мнению Кемаля Акишева, Бозок представлял собой военную резиденцию кыпчакского кагана и служил для контроля над торговыми караванами, проходившими по Великому шёлковому пути. Поселение располагалось на пересечении маршрутов, соединявших Китай и Европу, Сибирь и южные города Казахстана — Тараз, Сауран, Сыгнак, Тальхир. Торговля велась изделиями из бронзы, серебра, кожей, керамикой, ювелирными украшениями и племенными лошадьми.

## Период Золотой Орды
После нашествия монголов и упадка городов Казахстана в XIII веке, Бозок на время опустел. Однако в период Улуса Жошы (XIII–XIV вв.) он вновь становится значимым религиозным центром. К этому времени относятся пять мавзолеев из жжёного кирпича, построенных для знати Нура-Есильского региона. Также были обнаружены две печи для обжига кирпича, датируемые X–XV веками.

### Женщина-воительница
Особое значение имеет находка захоронения женщины-воительницы "Инжу", обнаруженная случайно. Женщина, умершая в возрасте около 40 лет, была погребена в деревянном гробу, в парадном одеянии, с украшениями: ожерельем с полудрагоценными камнями, серебряными серьгами и браслетами. На голове — характерный для монгольской эпохи головной убор бокка из бересты, обтянутый шёлком и инкрустированный жемчугом. В инвентаре найдены железное копьё, кинжал, серебряная чаша и бронзовое зеркало, что подтверждает её высокий социальный статус.

## Жилищная архитектура
В северной части городища выявлены полуземлянки, датируемые концом XIII — серединой XIV века. Они представляют собой прямоугольные строения с 2–4 комнатами (общей площадью 17–20 м²), соединёнными узким коридором. Дома имели узкие входы с деревянными столбами и выходили к озеру. Внутри — П-образные суфы, очаги с дымоходами, ниши в стенах, а крыша была плоской, перекрытая жердями и камышовыми матами с глиняной обмазкой. В найденных жилищах обнаружены фрагменты керамики, железные предметы, жернова, костяные бусины.

## Историко-культурное значение
Городище Бозок существовало с VII–IX вв. до XVI–XVII вв., пройдя путь от сакрального места древних тюрков до кыпчакского поселения, занимавшегося земледелием, рыболовством и караванной торговлей. С XIV века Бозок становится религиозным центром Нура-Есильского региона, где формируется культово-мемориальный комплекс.
На сегодняшний день Бозок — первый хорошо изученный средневековый памятник степной зоны Казахстана. Его материалы представляют собой ценную базу для исследований этногенеза, социальной организации, хозяйства и материальной культуры народов, населявших Центральный Казахстан в Средние века. Исследования мавзолеев также позволяют проследить этапы распространения ислама в степных районах Сарыарки.

## Музей-заповедник «Бозок»
Государственный историко-культурный музей-заповедник «Бозок» (каз. Бозоқ мемлекеттік тарихи-мәдени музей-қорығы) был основан в 2019 году и с тех пор играет ключевую роль в сохранении и популяризации культурного наследия Центрального Казахстана.
Музей-заповедник находится в административном подчинении Министерства культуры и информации Республики Казахстан и занимается охраной, изучением и представлением широкому обществу археологических, этнографических и архитектурных объектов, выявленных на территории Бозока.
Основные направления деятельности музея включают:
- научные исследования и археологические раскопки,
- этнографическое документирование,
- организацию экспозиций и выставок,
- публикацию научных трудов,
- проведение семинаров, круглых столов и международных конференций.

Особое внимание музей уделяет музейной педагогике, а также популяризации наследия степной цивилизации через проекты цифровизации, реконструкции и международного сотрудничества. В 2019 году между музеем-заповедником и Турецким агентством по сотрудничеству и координации  (TİKA) был подписан меморандум о партнёрстве, направленном на развитие инфраструктуры и исследовательских программ.
Сегодня Бозок выступает как научно-просветительский центр, интегрированный в культурную и академическую жизнь столицы, а также как символ исторического наследия Великой степи.

## Географическое положение
Городище Бозок расположено в 5 км западнее г. Астана, среди болот левой пойменной долины р. Ишим. Руины городища занимают останец восточного берега озера Бузыкты площадью 40 гектар. Раскопки памятника начаты в 1998 г. в рамках Ишимской стационарной археологической экспедиции под руководством К. А. Акишева и ведутся по сей день. В результате раскопок установлено, что городище Бозок было основано в VII—IX вв. и функционировало до XV—XVI вв. Однако обитаемым оно было до X—XIII вв. Позже руины городища стали местом погребения. Здесь были построены мавзолеи из жженного и сырцового кирпича, совершены погребения по мусульманскому обряду и грунтовые захоронения с вещами. Памятник состоит их хронологически разновременных групп, среди которых 3 квартала, окруженных валом и рвом, стационарные жилища, культово-мемориальный комплекс и система ирригаций. Долгое время, наличие тонкого культурного слоя и малочисленность поселенческих находок не позволяла определить этнокультурную принадлежность памятника. По итогам первых лет экспедиций К. Акишев датировал Бозок временем Кыпчакского ханства — X—XII вв. Дальнейшие археологические исследования — открытие тюркского жилища, жилищ-землянок, исследование архитектуры вала и рва позволили ученому сделать вывод о более ранней истории памятника. Так, по мнению ученого, первыми эту территорию освоили древние тюрки в VII—VIII веках. Кандидат исторических наук и археолог Хабдулина М., считает что городище было основано в VI-VII вв.  В нижнем горизонте северного квартала расчищено жилище округло-овальной формы, относящееся к периоду раннего средневековья. Планиграфический облик и военно-оборонительные конструкции градообразующей части относятся к периоду огузо-кыпчакской конфедерации народностей. В южной части комплекса обнаружены мавзолеи эпохи Золотой орды, встречаются монгольские захоронения. В эпоху позднего средневековья (XV—XVII вв.) здесь располагается мусульманский некрополь.